# 簡肇棟
簡肇棟（1955年8月18日—2024年11月29日），中華民國政治人物、醫師，民主進步黨籍，1998年至2002年間任臺中縣大里市市長，1999年於大里市長任內逢921大地震，積極投入賑災與重建。2001年底當選第五屆立法委員，2004與2008年兩次立委選舉落敗，於補選中當選。
2011年9月11日深夜，簡肇棟因駕車撞死路倒男子並且肇事逃逸，兩天後辭去立委並退出後來之立委選舉、淡出政壇，重回行醫。

## 第七屆立委選舉
2007年12月18日立委選舉中，公布對手中國國民黨籍候選人江連福涉嫌賄選錄影，影片中顯示，江連福於2007年11月中旬的立委選舉期間，登門拜訪的陳連吉（太平市代表），並當場拿出事先準備的現金五萬元交付給陳連吉，要求陳連吉在立委選舉中幫忙「摳人」（台語拉票之意）、「喊票」（宣傳之意），此舉被解讀為「企圖綁樁及固票」；2008年1月12日選舉結果，江連福仍順利當選。
2009年10月9日，臺灣高等法院臺中分院民事庭宣判江連福當選無效定讞，民進黨提名簡肇棟參與補選。2010年1月9日擊敗中國國民黨提名的時任太平市長余文欽，當選第七屆補選立委。

## 車禍肇逃
2011年9月11日深夜11點48分，簡肇棟駕車於台中市大里甲堤路撞死因酒醉倒在路上的57歲陳姓男子，並肇事逃逸。警方調閱監視器追查，於9月13日將其約談到案，簡於訊問後坦承不諱，被檢方以涉嫌重大，諭令20萬元交保候傳。
此事震動政壇，簡肇棟旋即於當晚召開記者會，向被害家屬道歉，並辭去立法委員職務與2012年的台中市第七選區（大里、太平）立委選舉。依過失致死及肇事逃逸等罪判處一年三月徒刑、緩刑三年。
2012年4月開始，簡肇棟於臺中大里仁化路開設診所行醫，主治高血壓糖尿病等社區中老年慢性疾病。

## 個人生活
簡肇棟的妻子為台中市議員張芬郁（2022年至今），兒子為中山附醫受訓之泌尿科醫師簡宏祐。
2024年9月16日，簡肇棟因食難下嚥，前往中山醫學大學附設醫院檢查，發現食道癌轉移胃部，翌日治療前突然胃部大出血休克昏迷，卒於同年11月29日上午於該院大慶院區病逝。

## 選舉紀錄
| 年度 | 選舉屆數             | 選舉區           | 所屬政黨   | 得票數 | 得票率 | 當選標記 | 備註 |
| ---- | -------------------- | ---------------- | ---------- | ------ | ------ | -------- | ---- |
| 1998 | 第三屆大里市市長選舉 | 台中縣大里市     | 民主進步黨 | 29,179 | 51.06% |          |      |
| 2001 | 第五屆立法委員選舉   | 台中縣選舉區     | 民主進步黨 | 38,791 | 5.86%  |          |      |
| 2004 | 第六屆立法委員選舉   | 台中縣選舉區     | 民主進步黨 | 28,300 | 4.48%  |          |      |
| 2008 | 第七屆立法委員選舉   | 臺中縣第三選舉區 | 民主進步黨 | 61,927 | 45.04% |          |      |
| 2010 | 第七屆立法委員補選   | 臺中縣第三選舉區 | 民主進步黨 | 63,335 | 55.02% |          |      |

## 外部連結
- 立法院 （页面存档备份，存于）
- 中山醫學大學校友 - 簡肇棟